# -genese
-genese (von altgriechisch γένεσις genesis „Geburt, Entstehung“) ist als zweiter Wortteil eines Kompositums Bestandteil zahlreicher Fachwörter. Bei Adjektiven wird stattdessen -gen ergänzt (von -γενής -genes; Bedeutung je nach Kontext „entstanden, erzeugt, verursacht“ oder „erzeugend, bewirkend, verursachend“ und substantiviert „Erzeuger, Bildner, Verursacher“).

## Beispiele
- Aktualgenese: konkrete aktuelle „Entwicklung“; beispielsweise eine Wahrnehmung
- Allogenese: „normale“ Diversifizierung im Rahmen der Evolution; siehe: adaptive Radiation
- anthropogen: menschgemacht, unter Einfluss des Menschen entstanden
- Arogenese: seltene, weitgehende Entwicklung im Rahmen der Evolution, die es beispielsweise ermöglicht, neue Lebensräume zu erschließen
- biogen: von Lebewesen erzeugt
- Biogenese: Entwicklung eines einzelnen vielzelligen Organismus
- Blastogenese: Entwicklung der Blastozyste bei Säugetieren in den ersten Tagen nach der Befruchtung
- Chalkogene: „Erzbildner“ (Plural), eine Gruppe chemischer Elemente
- Diagenese: Gesteinsbildung der Lockersedimente
- Embryogenese: Entwicklung des ungeborenen Lebens bis zur Bildung der Organanlagen
- Epigenese: genetische Veränderungen durch Anpassung im Laufe eines Lebens
- Fetogenese: Entwicklung des Fetus nach Ausbildung der Organe bis zur Geburt
- Gluconeogenese: Produktion von Glucose aus organischen Nicht-Kohlenhydrat-Vorstufen in Zellen
- Halogene: „Salzbildner“ (Plural), eine Gruppe chemischer Elemente
- Karzinogenese: Entstehung eines Krebses (Tumors, Karzinoms)
- Lithogenese: Gesteinsbildung
- Morphogenese: Entwicklung von Organen und anderen Strukturen und Merkmalen im Verlauf der Entwicklung von Lebewesen
- Mutagenese: Erzeugung von Mutationen im Erbgut von Lebewesen
- Normgenese: der Entstehungs- und Entwicklungsprozess von Normen
- Ontogenese: struktureller Wandel einer Einheit ohne Verlust ihrer Organisation, insbesondere die Entwicklung des einzelnen Lebewesens
- organogen: von Lebewesen erzeugt (in den Geowissenschaften verbreitet)
- Organogenese: das Entstehen der Organe
- Orogenese: das Entstehen eines Gebirges
- Pathogenese: Entstehung und Entwicklung einer Krankheit
- Phylogenese: die stammesgeschichtliche Entwicklung einer Gesamtheit von Lebewesen im Gegensatz zur Ontogenese
- Psychogenese: Entwicklung der psychischen Struktur eines Individuums im Verlauf seiner Lebensgeschichte
- Salutogenese: nicht allgemein verbreitetes Konzept der „Gesundheitsentstehung“ als Gegenbegriff zur Pathogenese
- Somatogenese: Entwicklung der Organanlagen im Embryo zu Organen
- Spermatogenese: Bildung von Spermien, also männlichen Keimzellen.
- Stasigenese: Entwicklung im Rahmen der Evolution, die weitgehend keine Entwicklung beinhaltet; also weitere Spezialisation mit möglicher Einschränkung des Genoms bei gleichbleibenden Umweltbedingungen
- Symbiogenese: Zusammenführung von zwei getrennten Organismen zu einem einzigen neuen Organismus
- Syndromgenese: meist multifaktorielle Entwicklung von Syndromen
- Textgenese: der Entstehungs- und Entwicklungsprozess literarischer Werke
- Tradigenese: Evolution von Wissen (Traditionen)